# Tezaab
Tezaab (Hindi: तेज़ाब, Urdu: تیزاب, italiano: Acido) è un film indiano del 1988 diretto, scritto e prodotto da N. Chandra. Il film è il primo ruolo importante per l'attrice Madhuri Dixit, mentre è l'ennesimo successo per Anil Kapoor, dopo il grande risultato di Mr India (1987).
Tezaab è principalmente conosciuto per il brano Ek Do Teen. Il film è stato il film di maggior successo dell'anno ed ha fatto vincere ad Anil Kapoor il Filmfare Award per il miglior attore, mentre Madhuri Dixit è stata nominata come migliore attrice.

## Colonna sonora
1. Nitin Mukesh, Shabbir Kumar & Alka Yagnik – So Gaya Yeh Jahan – 6:04
2. Amit Kumar, Alka Yagnik – Ek Do Teen – 6:15
3. Amit Kumar, Anuradha Paudwal – Keh Do Ke Tum – 7:57
4. Sudesh Bhosle, Anuradha Paudwal – Tum Ko Hum Dilbar – 6:04
5. Dandia Music – 4:47